# Urceolina robledoana
Urceolina robledoana là một loài thực vật có hoa trong họ Amaryllidaceae. Loài này được (Vargas) Traub miêu tả khoa học đầu tiên năm 1965.